# Фролкина, Ольга Эдуардовна
Ольга Эдуардовна Фролкина (род. 28 июля 1997, Пенза, Россия) — российская баскетболистка, играющая на позиции тяжёлого форварда. Заслуженный мастер спорта России (2021).

## Карьера
Вместе с сестрой-близнецом Евгенией начинала играть в ДЮСШ № 1 города Пензы под руководством Галии Сафаутдиновны и Сергея Ивановича Бараненко. Играла за Самару,[уточнить] в играх за которую её заметил тренер из УОР № 4 им. А. Я. Гомельского (Москва) в 2010 году. В 2014 году в Курске начала играть в дубле и молодежной команде «Динамо».
В 2017 году перешла в созданную из молодых игроков команду «Инвента» под руководством главного тренера Элен Шакировой и выступала в основном составе. В Премьер-лиге сезона 2018/2019 года заняла с командой 5 место.
После расформирования в 2019 году «Инвенты» вернулась в состав курского «Динамо».
В сезонах 2019/20 и 2020/21 года стала серебряным призёром чемпионата России. Была названа MVP курского «Динамо» в сезоне 2020/21
На летних Олимпийских играх 2020 года стала серебряным призёром в составе сборной России по баскетболу 3×3.

## Достижения
- Серебряный призёр чемпионата России: 2019/2020 и 2020/2021
- Серебряный призёр летних Олимпийских игр 2020 года: Баскетбол 3×3
- Бронзовый призёр чемпионата Европы по баскетболу среди девушек до 20 лет: 2016 и 2017
- Бронзовый призёр чемпионата Европы по баскетболу среди девушек до 18 лет: 2015

## Награды
- Медаль ордена «За заслуги перед Отечеством» I степени (11 августа 2021 года) — за большой вклад в развитие отечественного спорта, высокие спортивные достижения, волю к победе, стойкость и целеустремленность, проявленные на Играх XXXII Олимпиады 2020 года в городе Токио (Япония)[6].